# Вікус (культура)

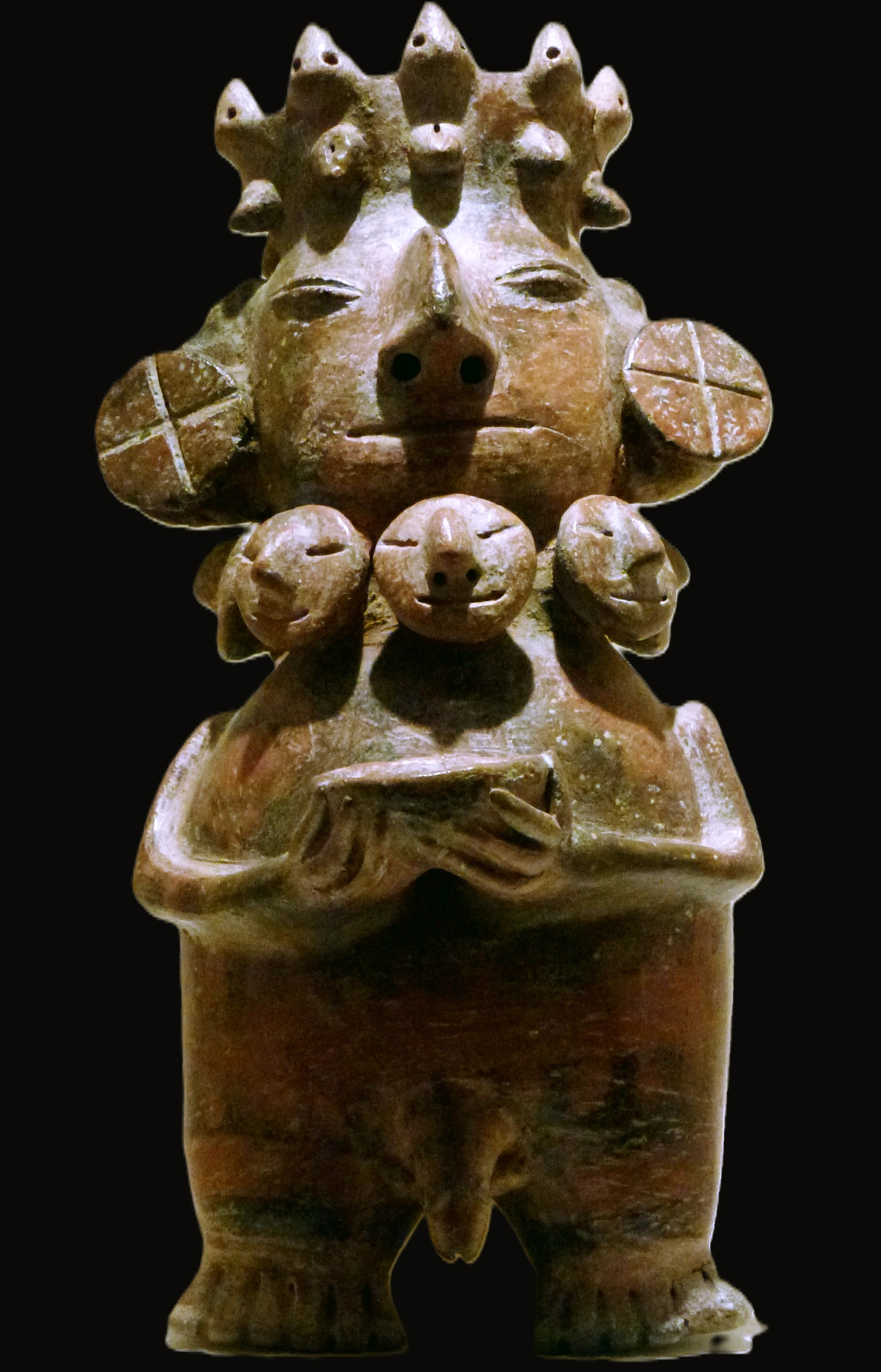
Lima.- Кераміка Vicus в музеї Larco (ML031834)

Культура Віку́с (за назвою невеликого селища на півночі Перу за 40 км на схід від міста Піура) — археологічна доколумбова культура, датується періодом приблизно 5 століття до н. е. — 6 століттям н. е. та належить до «класичних» доколумбових культур. Область розповсюдження даної культури поки визначена недостатньо чітко; центр її знаходився імовірно в долині Піура; розповсюджувалася на північ до території сучасного Еквадору, а на південь — до долини Ламбаєке. Можливо, є подальшим розвитком культури Чавін.

## Мистецтво
Багатство і різноманітність мистецтва культури Вікус, яке було відкрито в 1960-их роках завдяки випадку, в результаті розграбування сотень могил, дозволяє припустити, що в нім представлено як мінімум дві традиції — одна походить з території сучасного Еквадору, інша — місцева:
- перша традиція, Вікус-Вікус, близька до еквадорського стилю та характеризується керамікою примітивного виконання, і/або непропорційністю зображень людей і тварин, невірними уявленнями про природні об'єкти. Забарвлення також примітивне — це темні смуги від копчення по фону, розфарбованому білою фарбою.
- друга традиція, Викус-Моче, за фактурою і формами нагадує стиль культури Моче. Як вважає перуанський археолог Луїс Лумбрерас, моче, чия соціальна і політична структура була розвиненішою, могли підпорядкувати собі народ Вікус і нав'язати йому свій «офіційний» стиль мистецтва. Регіон Вікус у той час був перехрестям торгових шляхів між північчю Перу, півднем Еквадору і півднем Колумбії. Такі контакти зробили вплив на металургійне виробництво культури Вікус, особливо в обробці міді, сплаву бронзи з миш'яком і томпаку, з яких були виготовлені численні предмети і прикраси, в яких відчувається вплив різних стилів як на північ, так і на південь від культури Вікус.